# Gumbelova porazdelitev
Gumbelova porazdelitev je družina zveznih verjetnostnih porazdelitev, ki je določena z dvema parametroma. 
Imenuje se po nemškem matematiku Emilu Juliusu Gumbelu (1891 – 1966).
Gumbelova porazdelitev je poseben primer splošne porazdelitve ekstremnih vrednosti (znana kot Fisher-Tippettova porazdelitev) in dveh porazdelitev, ki sta znani kot logaritmična Weibullova in Laplaceova porazdelitev (tudi dvojna eksponentna porazdelitev). 

## Uporaba
Uporablja se za prikaz porazdelitve ekstremnih vrednosti (maksimumov in minimumov) različnih porazdelitev. Posebno vlogo ima pri modeliranju ekstremnih vrednosti, ki so povezane s poplavami in količino dežja .
Uporablja se tudi v gradbeništvu, kjer so še posebno zanimivi ekstremni pojavi .

## Lastnosti

### Funkcija gostote verjetnosti
Funkcija gostote verjetnosti za porazdelitev je 
{\displaystyle {\frac {z\,e^{-z}}{\beta }}\!}

kjer je
- {\displaystyle z=e^{-{\frac {x-\mu }{\beta }}}\!}

### Zbirna funkcija verjetnosti
Zbirna funkcija verjetnosti je enaka 
{\displaystyle \exp(-e^{-(x-\mu )/\beta })\!}

### Pričakovana vrednost
Pričakovana vrednost je enaka 
{\displaystyle \mu +\beta \,\gamma \!}.
kjer je
- {\displaystyle \gamma \!} Euler-Mascheronijeva konstanta, ki ima vrednost {\displaystyle \approx } 0,5772156649015328606.

### Varianca
Varianca je enaka 
{\displaystyle {\frac {\pi ^{2}}{6}}\,\beta ^{2}\!}.

### Funkcija generiranja momentov
Funkcija generiranja momentov je 
{\displaystyle \Gamma (1-\beta \,t)\,e^{\mu \,t}\!}.
kjer je 
- {\displaystyle \Gamma \!} funkcija gama.

### Karakteristična funkcija
Karakteristična funkcija je
{\displaystyle \Gamma (1-i\,\beta \,t)\,e^{i\,\mu \,t}\!}.

## Standardna Gumbelova porazdelitev
Standardno Gumbelovo porazdelitev dobimo, kadar je {\displaystyle \mu =0\!} in {\displaystyle \beta =1\!}.
- V tem primeru je funkcija gostote verjetnosti

{\displaystyle f(x)=e^{-x}e^{-e^{-x}}.}.
- Zbirna funkcija verjetnosti pa je

{\displaystyle F(x)=e^{-e^{(-x)}}\,}.
- Mediana je

{\displaystyle -\ln(\ln(1/2))\approx 0,366512}.
- Pričakovana vrednost je

{\displaystyle \gamma \!}, kar je Euler-Mascheronijeva konstanta
- Standardni odklon je

{\displaystyle \pi /{\sqrt {6}}\approx 1,28254983}
- Modus  pa je enak 0.